# 小池真理子
小池 真理子（こいけ まりこ、1952年10月28日 -）は、日本の小説家、エッセイスト。夫は同じく小説家の藤田宜永。主な長編作品に『恋』『無伴奏』『水の翼』『瑠璃の海』『望みは何と訊かれたら』などがあり、「短編の名手」と謳われ、『妻の女友達』『水無月の墓』『怪談』など、短編集も多く上梓している。渡辺淳一文学賞選考委員、山本周五郎賞、松本清張賞、島清恋愛文学賞など選考委員を歴任。。

## 来歴・人物
1952年、東京都中野区に、父・小池清泰と母・増子の長女として生まれる。父・清泰は、東北帝国大学を卒業後、昭和石油に勤務しており、またロシア文学、ドイツ文学に傾倒していたため、多くの蔵書があり、朝日歌壇への投稿歴がある。1959年、大田区立久原小学校に入学。ピアノを習い始める。1962年、『なかよし』『りぼん』などに掲載された少女漫画の影響を受けて、自分でストーリーを考えて漫画を描く。学校の図書館で本を借り、読書を楽しむ。小学6年の時、新潮文庫の『赤毛のアン』を読んで感動する。1965年3月、父の転勤で、兵庫県西宮市に転居、私立甲子園学院中等部に入学。この頃から、父の蔵書を読み始める。D・H・ローレンス『チャタレイ夫人の恋人』を読んでいた時、「まだ早い」と父に叱られる。1967年4月、西宮市立瓦木中学校に編入。1968年4月、兵庫県立鳴尾高等学校に入学。同年9月、父の転勤で、宮城県仙台市に転居、宮城県第三女子高等学校に編入。全共闘運動など学生運動が盛んだった時期であり、小池もヘルメットを被って街頭デモに参加したり、自身の高校で「制服廃止闘争委員会」を結成したりしていた。フォークソングの時代で、デモ集会の締めに「勝利を我等に」をよく歌った。一番好きなフォークは高田渡の「自衛隊に入ろう」という。また、高校時代には多感な想いの中で仙台の季節を味わいつつ、散文や詩を書いていた。高校卒業後は1年間、予備校での浪人生活を送った。1972年4月、成蹊大学文学部英米文学科に入学。吉祥寺で1人暮らしを始める。大学在学中から作家となることを志し、小説を書き始める。1976年3月、大学を卒業。同年4月、本に近い場所ということから、出版社に就職、編集者となる。
1977年7月、出版社を退職し、フリーの編集者、ライターになる。エッセイ集『知的悪女のすすめ』の企画をいくつかの出版社に持ち込み始める。山手書房（当時）で、自分で書けばいい、と言われ、自ら企画に沿ったエッセイを書く。1978年7月、エッセイ集『知的悪女のすすめ』が刊行、ベストセラーとなり、エッセイストとしてデビュー。続けて関連のエッセイ集を発表する。1985年、『第三水曜日の情事』を上梓、小説家デビューを果たす。コンスタントにミステリー、サスペンス作品を発表する。1984年、藤田宜永と夫婦になる。1989年、「妻の女友達」で第42回日本推理作家協会賞（短編部門）を受賞。1990年、1万冊近い蔵書と愛猫ゴブのため、藤田宜永とともに長野県軽井沢町に移住。同時期に、ミステリーから恋愛小説へと新境地を開き、1995年には『恋』で第114回直木賞を受賞。その後も数々の文学賞を受賞。2012年には、『無花果の森』で第62回芸術選奨文部科学大臣賞（文学部門）を受賞する。また、文学賞の選考委員も務めている。2008年1月に軽井沢の自宅で火災が発生。また、父・清泰を2009年3月に、母・増子を2013年8月に亡くす。また、2018年3月には夫の肺がん宣告を受け、2020年1月に亡くす。近年の作品には、こうした経験が反映されており、人の生や死、老いなど、人生の折々で体験することをすくい取った作品が多くなっている。こうした身近な人たちを相次いで失いながら、10年かけて書き上げた一冊が2021年6月に出版された『神よ憐れみたまえ』である。

## 受賞歴
- 1989年 - 「妻の女友達」で第42回日本推理作家協会賞（短編および連作短編集部門）受賞[11]
- 1995年 - 『恋』で第114回直木賞受賞[12]
- 1998年 - 『欲望』で第5回島清恋愛文学賞受賞
- 2006年 - 『虹の彼方』で第19回柴田錬三郎賞受賞
- 2012年 - 『無花果の森』で第62回芸術選奨文部科学大臣賞（文学部門）受賞[13]
- 2013年 - 『沈黙のひと』で第47回吉川英治文学賞受賞
- 2022年 - 第25回日本ミステリー文学大賞受賞

## 著作

### 小説

#### 1980年代
- 第三水曜日の情事（1985年7月 角川文庫） - 主としてアメリカを舞台にした掌編（ショートショート）集。登場人物もすべて外国人で倒叙ものが多い。
  - 収録作品：第三水曜日の情事 / マイアミの優雅な午後 / ヌーヌーのクリスマス / 覚えのない殺人 / 訪ねてきた女 / 無邪気なものまね / ボン・ボワイヤージュ / 目撃者の三つの目 / 十三人目の被害者 / 彼女を愛した俺と犬 / 幸せのサウンド・オブ・サイレンス / 女の約束 / 不運な忘れ物 / やさしく呪って… / 計画通りの埋葬 / 几帳面な性格 / 待ちわびた招待 / 気にくわない奴 / 知らなかった偶然 / 死体のそばの犬
- あなたから逃れられない（1985年8月 集英社文庫）
- 彼女が愛した男（1986年2月 カドカワノベルズ / 1988年1月 角川文庫）
- 蠍のいる森（1987年4月 集英社文庫）
- 仮面のマドンナ（1987年5月 角川文庫 / 2018年5月 角川文庫）
- 彼方の悪魔（1987年11月 C★NOVELS / 1991年2月 中公文庫 / 2021年6月 双葉文庫）
- 見えない情事（1988年4月 中央公論社 / 1992年7月 中公文庫 / 2021年5月 双葉文庫）
  - 収録作品：ディオリッシモ / 春日狂乱 / 寂しがる男 / 黒の天使 / 車影 / 真夏の夜の夢つむぎ / 見えない情事
- 墓地を見おろす家（1988年7月 角川文庫 / 1993年12月 角川ホラー文庫）
- プワゾンの匂う女（1988年7月 徳間書店 / 1991年8月 徳間文庫 / 1997年12月 光文社文庫）
- 間違われた女（1988年9月 ノン・ポシェット / 2011年9月 祥伝社文庫【新装版】）
- あなたに捧げる犯罪（1989年2月 双葉社 / 1992年1月 双葉文庫 / 2014年2月 双葉文庫【新装版】）
  - 【改題】 妻の女友達（1995年4月 集英社文庫） - 表題作「妻の女友達」は、第42回日本推理作家協会賞を受賞。
  - 収録作品：菩薩のような女 / 転落 / 男喰いの女 / 妻の女友達 / 間違った死に場所 / セ・フィニ 終焉
- キスより優しい殺人（1989年5月 勁文社 / 1991年7月 ケイブンシャ文庫 / 1999年3月 徳間文庫）
  - 収録作品：キスより優しい殺人 / 初めての男 / 洋菓子店殺人事件 / 絡み合った殺意 / 仮面の美女 / 短期は損気 / 奇妙な話 / 家族の風景 / 磯良 / キスはドライブの後に / レディス・メイト / 指輪 / 光あふれる樹 / 目には目を / 四度目の夏 ※「四度目の夏」は文庫のみ
- 死者はまどろむ（1989年6月 講談社ノベルス / 1993年8月 集英社文庫）
- 双面の天使（1989年7月 集英社文庫）
  - 収録作品：共犯関係 / 眼 / 薔薇の木の下 / 双面の天使
- 窓辺の蛾（1989年11月 実業之日本社）
  - 【改題】 追いつめられて（1993年1月 ノン・ポシェット / 2022年9月 祥伝社文庫【新装版】）
  - 収録作品：窓辺の蛾 / 悪者は誰? / 追いつめられて / 泣かない女 / 隣りの女 / 予告された罠
- 殺意の爪（1989年4月 カッパ・ノベルス / 1993年6月 光文社文庫 / 1998年1月 徳間文庫）
- 闇のカルテット（1989年12月 双葉社 / 1992年9月 双葉文庫 / 2016年10月 双葉文庫【新装版】）

#### 1990年代
- やさしい夜の殺意（1990年4月 中央公論社 / 1993年11月 中公文庫 / 2020年12月 双葉文庫）
  - 収録作品：やさしい夜の殺意 / それぞれの顚末 / チルチルの丘 / 青いドレス / 未亡人は二度生まれる
- 無伴奏（1990年7月 集英社 / 1994年9月 集英社文庫 / 2005年3月 新潮文庫）
- 柩の中の猫（1990年9月 白水社 物語の王国 / 1996年7月 新潮文庫 / 2004年11月 集英社文庫）
- 恐怖配達人（1990年12月 双葉社 / 1993年7月 双葉文庫 / 2012年8月 双葉文庫【新装版】）
  - 収録作品：梁のある部屋 / 喪服を着る女 / 死体を運んだ男 / 老後の楽しみ / 団地 / 霧の夜
- 唐沢家の四本の百合（1991年9月 中央公論社 / 1995年9月 中公文庫 / 2001年8月 徳間文庫 / 2020年9月 双葉文庫）
- 会いたかった人（1991年10月 ノン・ポシェット）
  - 収録作品：会いたかった人 / 結婚式の客 / 寄生虫 / 木陰の墓 / 運の問題 / 甘いキスの果て
- 懐かしい骨（1992年7月 双葉社 / 1994年12月 双葉文庫 / 2013年6月 双葉文庫【新装版】）
- 夜ごとの闇の奥底で（1993年1月 新潮社 新潮ミステリー倶楽部 / 1996年2月 新潮文庫）
- ナルキッソスの鏡（1993年3月 集英社 / 1996年4月 集英社文庫） - 女装して暮らす美青年とマザコン中年女性の愛憎劇。
- 恐怖に関する四つの短編（1993年5月 実業之日本社）
  - 【改題】倒錯の庭（1996年8月 集英社文庫）
  - 収録作品：倒錯の庭 / 罪は罪を呼ぶ / 約束 / 暗闇に誰かがいる
- 危険な食卓（1994年1月 集英社 / 1997年4月 集英社文庫）
  - 収録作品：囚われて / 同窓の女 / 路地裏の家 / 姥捨ての街 / 天使の棲む家 / 花火 / 鍵老人 / 危険な食卓
- 死に向かうアダージョ（1994年7月 双葉社 / 1997年10月 双葉文庫 / 2015年9月 双葉文庫【新装版】）
- 贅肉（1994年9月 中央公論社 / 1997年2月 中公文庫 / 2018年12月 双葉文庫）
  - 収録作品：贅肉 / ねじれた偶像 / 一人芝居 / 誤解を生む法則 / どうにかなる
- 記憶の隠れ家（1995年2月 講談社 / 1998年1月 講談社文庫）
  - 収録作品：刺繍の家 / 獣の家 / 封印の家 / 花ざかりの家 / 緋色の家 / 野ざらしの家
- 怪しい隣人（1995年4月 集英社 / 1998年4月 集英社文庫）
  - 収録作品：妻と未亡人 / 家鳴り / 終の道づれ / 寺田家の花嫁 / 本当のこと / 隣の他人
- 恋（1995年10月 早川書房 ハヤカワ・ミステリワールド / 1999年4月 ハヤカワ文庫JA / 2003年1月 新潮文庫）
- 水無月の墓（1996年1月 新潮社 / 1999年2月 新潮文庫 / 2017年9月 集英社文庫）
  - 収録作品：足 / ぼんやり / 神かくし / 夜顔 / 流山寺 / 深雪 / 私の居る場所 / 水無月の墓
- うわさ（1996年3月 光文社 / 1998年10月 光文社文庫）
  - 収録作品：独楽の回転 / 災厄の犬 / ひぐらし荘の女主人 / うわさ
- 欲望（1997年7月 新潮社 / 2000年4月 新潮文庫）
- 美神（1997年10月 講談社 / 2000年5月 講談社文庫）
- 律子慕情（1998年1月 集英社 / 2000年11月 集英社文庫 / 2016年10月 集英社文庫）
- 蜜月（1998年9月 新潮社 新潮エンターテインメント倶楽部SS / 2001年4月 新潮文庫）
  - 収録作品：花のエチュード / 交尾 / ただ一度の忘我 / 裸のウサギ / バイバイ / 夜のかすかな名残り
- 水の翼（1998年12月 幻冬舎 / 2002年2月 幻冬舎文庫 / 2004年5月 新潮文庫）
- ひるの幻 よるの夢（1999年1月 文藝春秋 / 2002年4月 文春文庫）
  - 収録作品：夢のかたみ / 静かな妾宅 / 彼なりの美学 / 秋桜の家 / ひるの幻 よるの夢 / シャンプーボーイ
- 冬の伽藍（1999年6月 講談社 / 2002年6月 講談社文庫）
- 薔薇船（1999年9月 早川書房 / 2003年10月 ハヤカワ文庫JA）
  - 収録作品：鬼灯 / ロマンス / 薔薇船 / 首 / 夏祭り / 彼方へ
- INNOCENT イノセント（1999年10月 新潮社 / 2006年6月 新潮文庫） ※写真 ハナブサ・リュウ

#### 2000年代
- 月狂ひ（2000年10月 新潮社）
  - 【改題】浪漫的恋愛（2003年6月 新潮文庫）
- ノスタルジア（2000年1月 双葉社 / 2002年12月 双葉文庫 / 2005年12月 講談社文庫 / 2019年10月 双葉文庫【新装版】）
- 薔薇の木の下（2000年2月 徳間書店 / 2002年9月 徳間文庫）
  - 収録作品：春の水音 / 囚われて / 封印の家 / 老後の楽しみ / 妻と未亡人 / 薔薇の木の下 / 秘密
- 蔵の中（2000年11月 祥伝社文庫）
- 天の刻（2001年1月 文藝春秋 / 2004年6月 文春文庫）
  - 収録作品：月を見に行く / 蝋燭亭 / 天の刻 / 襞のまどろみ / 堕ちていく / 無心な果実
- 午後のロマネスク（2001年4月 祥伝社 / 2003年9月 祥伝社文庫）
  - 収録作品：約束 / 灰色の猫 / 親友 / 彼方へ / 愛しい嘘 / 白い水着の女 / くちづけ / 年始客 / 再会 / 雪うさぎ / 花火 / 遠い思い出 / 花ざかりの夜 / 夏の雨 / 旅路 / ふしぎな話 / 声
- 薔薇いろのメランコリヤ（2001年10月 角川書店 / 2003年11月 角川文庫）
- 狂王の庭（2002年6月 角川書店 / 2005年9月 角川文庫）
- 夜の寝覚め（2002年10月 集英社 / 2005年10月 集英社文庫）
  - 収録作品：たんぽぽ / 旅の続き / 花の散りぎわ / 雪の残り香 / 時の轍 / 夜の寝覚め
- 虚無のオペラ（2003年1月 文藝春秋 / 2006年1月 文春文庫）
- 一角獣（2003年5月 角川書店 / 2006年9月 角川文庫）
  - 収録作品：こんな花あらしの日の午後は / 月影の中で / 石榴の木の下 / 雨の朝 / 闇のオンディーヌ / 一角獣 / 妖かし / 光きらめく海
- レモン・インセスト（2003年7月 光文社 / 2006年8月 光文社文庫）
- 瑠璃の海（2003年10月 集英社 / 2006年10月 集英社文庫）
- 雪ひらく（2004年1月 文藝春秋 / 2007年3月 文春文庫）
  - 収録作品：おき火 / 最後の男 / 仄暗い部屋 / 雪ひらく / 場所 / パラサイト
- 夜は満ちる（2004年6月 新潮社 / 2007年3月 新潮文庫 / 2017年8月 集英社文庫）
  - 収録作品：やまざくら / 縁 / 坂の上の家 / 夜は満ちる / イツカ逢エル… / 蛍の場所 / 康平の背中
- エリカ（2005年1月 中央公論新社 / 2008年1月 中公文庫）
- 夏の吐息（2005年6月 講談社 / 2008年6月 講談社文庫）
- 愛するということ（2005年9月 幻冬舎 / 2007年12月 幻冬舎文庫）
- 青山娼館（2006年1月 角川書店 / 2009年2月 角川文庫）
- 虹の彼方（2006年4月 毎日新聞社 / 2008年7月 集英社文庫）
- 玉虫と十一の掌篇小説（2006年10月 新潮社 / 2009年5月 新潮文庫）
  - 収録作品：食卓 / 千年烈日 / 一炊の夢 / 声 / いのち滴る / 死に水 / 妖かし / 飼育箱 / 一角獣 / 玉虫 / さびしい
- 美しい時間（2006年11月 ベストセラーズ / 2008年12月 文春文庫）共著：村上龍
  - 収録作品：冬の花火（村上） / 時の銀河（小池）
- 水底の光（2007年1月 文藝春秋 / 2009年8月 文春文庫）
  - 収録作品：パレ・ロワイヤルの灯 / 水底の光 / 闇に瞬く / 愛人生活 / 冬の観覧車 / ミーシャ
- 望みは何と訊かれたら（2007年10月 新潮社 / 2010年6月 新潮文庫）
- くちづけ（2008年4月 出版芸術社 ふしぎ文学館）
  - 収録作品：くちづけ / 神かくし / しゅるしゅる / 足 / 康平の背中 / 首 / ディオリッシモ / 生きがい / ミミ / 親友 / 鬼灯 / 車影 / 蛇口 / 災厄の犬
- 午後の音楽（2008年10月 集英社 / 2011年6月 集英社文庫）
- ふたりの季節（2008年12月 幻冬舎 / 2016年4月 幻冬舎文庫）
- ストロベリー・フィールズ（2009年3月 中央公論新社 / 2012年3月 中公文庫）
- 熱い風（2009年8月 集英社 / 2012年8月 集英社文庫）

#### 2010年代
- 東京アクアリウム（2010年1月 中央公論新社 / 2013年1月 中公文庫 / 2021年10月 角川文庫）
  - 収録作品：リリー・マルレーン / 風 / 二匹の子鬼 / 東京アクアリウム / 小曲 / モッキンバードの夜 / 猫別れ / 父の手、父の声
- 存在の美しい哀しみ（2010年4月 文藝春秋 / 2013年2月 文春文庫）
- Kiss（2010年9月 新潮社 / 2013年6月 新潮文庫）
  - 収録作品：翼 / 歳月 / 白い花のような月 / 猫壺 / 夜噺 / 廃墟 / 蒼いトマト / ラプソディ / オンブラ・マイ・フ
- 無花果の森（2011年6月 日本経済新聞出版社 / 2014年4月 新潮文庫）
- 二重生活（2012年6月 角川書店 / 2015年11月 角川文庫）
- 沈黙のひと（2012年11月 文藝春秋 / 2015年5月 文春文庫）
- ソナチネ（2014年4月 文藝春秋 / 2017年2月 文春文庫）
  - 収録作品：鍵 / 木陰の家 / 終の伴侶 / ソナチネ / 千年萬年 / 交感 / 美代や
- 怪談（2014年7月 集英社 / 2017年7月 集英社文庫）
  - 収録作品：岬へ / 座敷 / 幸福の家 / 同居人 / カーディガン / ぬばたまの / 還る
- 千日のマリア（2015年2月 講談社）
  - 収録作品：過ぎし者の標 / つづれ織り / 落花生を食べる女 / 修羅のあとさき / 常夜 / テンと月 / 千日のマリア / 凪の光
- モンローが死んだ日（2015年6月 毎日新聞出版 / 2018年10月 新潮文庫）
- 異形のものたち（2017年11月 KADOKAWA / 2020年1月 角川ホラー文庫）
  - 収録作品：面 / 森の奥の家 / 日影歯科医院 / ゾフィーの手袋 / 山荘奇譚 / 緋色の窓
- 死の島（2018年3月 文藝春秋 / 2021年3月 文春文庫）

#### 2020年代
- 神よ憐れみたまえ（2021年6月 新潮社 / 2023年10月 新潮文庫）
- アナベル・リイ（2022年7月 KADOKAWA）
- 日暮れのあと（2023年6月 文藝春秋）
  - 収録作品：ミソサザイ / 喪中の客 / アネモネ / 夜の庭 / 白い月 / 微笑み / 日暮れのあと

### 選集
- 小池真理子短篇セレクション1 サイコ・サスペンス篇Ⅰ 会いたかった人（1997年6月 河出書房新社 / 2002年4月 集英社文庫）
  - 収録作品：会いたかった人 / 倒錯の庭 / 災厄の犬
- 小池真理子短篇セレクション2 官能篇 ひぐらし荘の女主人（1997年7月 河出書房新社 / 2002年5月 集英社文庫）
  - 収録作品：ひぐらし荘の女主人 / 花ざかりの家 / 彼なりの美学
- 小池真理子短篇セレクション3 幻想篇 日（1997年8月 河出書房新社 / 2002年6月 集英社文庫）
  - 収録作品：命日 / 家鳴り / 流山寺 / 水無月の墓 / ミミ
- 小池真理子短篇セレクション4 ミステリー篇 妻の女友達（1997年9月 河出書房新社）
  - 収録作品：妻の女友達 / 泣かない女 / 悪者は誰? / 鍵老人
  - 【改題】泣かない女（2002年9月 集英社文庫）
- 小池真理子短篇セレクション5 ノスタルジー篇 夢のかたみ（1997年10月 河出書房新社 / 2002年10月 集英社文庫）
  - 収録作品：夢のかたみ / チルチルの丘 / 路地裏の家 / ディオリッシモ / 約束
- 小池真理子短篇セレクション6 サイコ・サスペンス篇Ⅱ 贅肉（1997年11月 河出書房新社 / 2002年11月 集英社文庫）
  - 収録作品：贅肉 / 刺繍の家 / 終の道づれ / どうにかなる
- 小池真理子短篇ミステリ傑作集1 小池真理子のミスティ（2002年12月 ハヤカワ文庫JA 結城信孝編）
  - 収録作品：春日狂乱 / 真夏の夜の夢つむぎ / 未亡人は二度生まれる / 窓辺の蛾 / 妻の女友達 / 青いドレス / 眼
- 小池真理子短篇ミステリ傑作集2 小池真理子のラウンド・ミッドナイト（2003年1月 ハヤカワ文庫JA 結城信孝編）
  - 収録作品：予告された罠 / 死体を運んだ男 / 四度目の夏 / 梁のある部屋 / 木陰の墓
- 小池真理子短篇ミステリ傑作集3 小池真理子のマスカレード（2003年2月 ハヤカワ文庫JA 結城信孝編）
  - 収録作品：結婚式の客 / 罪は罪を呼ぶ / 独楽の回転 / 姥捨ての街 / 一人芝居
- 小池真理子短篇ミステリ傑作集4 小池真理子のエンジェル・アイズ（2003年3月 ハヤカワ文庫JA 結城信孝編）
  - 収録作品：獣の家 / 静かな妾宅 / 本当のこと / 夜顔 / 野ざらしの家 / 秋桜の家
- 小池真理子怪奇幻想傑作選1 懐かしい家（2011年5月 角川ホラー文庫）
  - 収録作品：ミミ / 神かくし / 首 / 蛇口 / 車影 / 康平の背中 / くちづけ / 懐かしい家
- 小池真理子怪奇幻想傑作選2 青い夜の底（2011年11月 角川ホラー文庫）
  - 収録作品：鬼灯 / 生きがい / しゅるしゅる / 足 / ディオリッシモ / 災厄の犬 / 親友
- ふしぎな話 小池真理子怪奇譚傑作選（2021年11月 角川ホラー文庫）
  - 収録作品：霊の話 / 死者と生者をつなぐ糸 / 現世と異界 / 恋慕 / 花車 / 慕情 / ふしぎな話 / 夏の雨 / 年始客 / 旅路 / 声 / 水無月の墓 / やまざくら
- 私の居る場所 小池真理子怪奇譚傑作選（2022年3月 角川ホラー文庫）
  - 収録作品：仄暗い廊下の果てに / 優しい既視感 / 襖の向こう側 / 幸福の家 / 坂の上の家 / 私の居る場所 / 千年烈日 / 妖かし / 灰色の猫 / 石榴の木の下 / 一角獣 / 囚われて / カーディガン / 狂おしい精神 / 神が降りた / 骸たちの静かな気配

### エッセイ・対談集
- 知的悪女のすすめ 翔びたいあなたへ（1978年10月 山手書房 / 1981年7月 角川文庫）
- 午後8時の女たちへ 続・知的悪女のすすめ（1978年11月 山手書房）
  - 【改題】続・知的悪女のすすめ（1982年1月 角川文庫）
- とらわれない愛（1979年6月 広済堂出版）
  - 【改題】悪の愛情論 とらわれない愛（1982年11月 角川文庫）
- 愛と自立のはざまで（1979年12月 日本ジャーナリスト専門学院出版部 ※発売 みき書房）
- 素肌でシェリー酒を 新・知的悪女のすすめ（1979年3月 山手書房）
  - 【改題】新・知的悪女のすすめ（1982年4月 角川文庫）
- その結婚をする前に（1981年4月 東京白川書院）
- いとしき男たちよ（1982年12月 ダイナミックセラーズ / 1984年8月 集英社文庫）
- 悪女と呼ばれた女たち 阿部定から永田洋子・伊藤素子まで（1982年3月 主婦と生活社 / 1986年1月 集英社文庫）
- 愛は眠らせたくない 知的悪女のすすめ（1983年5月 角川文庫）
- 結婚アウトサイダーのすすめ 男と女の新しい関係（1983年9月 角川文庫）
- 恋人と逢わない夜に（1984年3月 集英社文庫）
- 猫を抱いて長電話（1991年1月 角川文庫）
- 深夜のネコ（1995年9月 河出書房新社 / 1998年5月 河出文庫）
- 男と女 小説と映画にみる官能風景（1996年9月 中央公論社 / 1998年10月 中公文庫）
- いとおしい日々（2000年9月 徳間書店 / 2005年1月 徳間文庫） ※写真 ハナブサ・リュウ
- 肉体のファンタジア（2001年6月 集英社 / 2003年11月 集英社文庫）
- 忘我のためいき 私の好きな俳優たち（2001年8月 講談社）
  - 【改題】映画は恋の教科書（2004年12月 講談社文庫）
- 恋愛映画館（2004年4月 講談社 / 2007年4月 講談社文庫）
- 闇夜の国から二人で舟を出す（2005年10月 新潮社 / 2008年5月 新潮文庫）
- 秘密 小池真理子対談集（2006年9月 講談社 / 2009年12月 講談社文庫）
- 感傷的な午後の珈琲（2017年9月 河出書房新社 / 2019年11月 河出文庫）
- 月夜の森の梟（2021年11月 朝日新聞出版 / 2024年2月 朝日文庫）

### 共著
- 夢色ふたり暮らし 熱い恋の醒めたディアローグ（1985年11月 新時代社）※共著 藤田宜永、インタビュー 秋元真澄
- 夫婦公論（1995年7月 毎日新聞社 / 1997年4月 幻冬舎文庫 / 2000年4月 集英社文庫）※共著 藤田宜永
- ネコ族の夜咄（1999年6月 清流出版）※共著 村松友視、南伸坊

### アンソロジー（小説）
「」内が収録されている小池真理子の作品
- 封切劇場 SF冒険ミステリー2（1987年8月 講談社）「指輪」
- 推理小説代表作選集 推理小説年鑑 1988（1988年5月 講談社）「未亡人は二度生まれる」
- 推理小説代表作選集 推理小説年鑑 1989（1989年5月 講談社）「妻の女友達」
- 推理小説代表作選集 推理小説年鑑 1990（1990年5月 講談社）「泣かない女」
- 紅玉は殺人者（1989年7月 カッパ・ノベルス）「窓辺の蛾」
  - 【改題】狂想サミット（1995年4月 光文社文庫）「窓辺の蛾」
- 推理小説代表作選集 推理小説年鑑 1991（1991年5月 講談社）「老後の楽しみ」
- 推理小説代表作選集 推理小説年鑑 1992（1992年5月 講談社）「結婚式の客」
- 日本ベストミステリー「珠玉集」 中（1992年7月 カッパ・ノベルス）「危険な食卓」
  - 【改題】秘密コレクション（1996年7月 光文社文庫）「危険な食卓」
- あざやかな結末 ミステリー傑作選23（1992年10月 講談社文庫）「未亡人は二度生まれる」
- 推理小説代表作選集 推理小説年鑑 1993（1993年6月 講談社）「姥捨ての街」
- 誰がための殺人 ミステリー傑作選25（1993年11月 講談社文庫）「妻の女友達」
- 悪夢十夜 現代ホラー傑作選4（1993年12月 角川ホラー文庫）「しゅるしゅる」
- 明日からは、殺人者 ミステリー傑作選26（1994年4月 講談社文庫）「泣かない女」
- 推理小説代表作選集 推理小説年鑑 1994（1994年6月 講談社）「獣の家」
- かなわぬ想い 惨劇で祝う五つの記念日（1994年10月 角川ホラー文庫）「命日」
- 完全犯罪はお静かに ミステリー傑作選28（1995年5月 講談社文庫）「老後の楽しみ」
- 「傑作推理」大全集 中（1995年7月 カッパ・ノベルス）「約束」
  - 【改題】冥界プリズン（1999年6月 光文社文庫）「約束」
- 恐怖劇場（1995年10月 光文社文庫）「ミミ」
- あの人の殺意 ミステリー傑作選29（1995年11月 講談社文庫）「結婚式の客」
- 二十四粒の宝石（1995年12月 講談社 / 1998年11月 講談社文庫）「夫婦」
- 絆（1996年8月 カドカワノベルズ）「生きがい」
  - 【改題】ゆがんだ闇（1998年4月 角川ホラー文庫）「生きがい」
- 万華鏡 ホラー・アンソロジー（1996年9月 ノン・ポシェット）「夜顔」
- 死導者がいっぱい ミステリー傑作選31（1996年11月 講談社文庫）「姥捨ての街」
- 現代の小説 1997（1997年5月 徳間書店）「彼なりの美学」
- 推理小説代表作選集 推理小説年鑑 1997（1997年6月 講談社）「彼なりの美学」
- いつか心の奥へ 小説推理傑作選（1997年9月 双葉社）「約束」
- 血（1997年9月 早川書房）「薔薇船」
  - 【改題】血 吸血鬼にまつわる八つの物語（2000年6月 ハヤカワ文庫JA）「薔薇船」
- 犯行現場にもう一度（1997年10月 講談社文庫）「獣の家」
- 白のミステリー 女性ミステリー作家傑作選（1997年12月 光文社）「四度目の夏」
- Love songs（1998年1月 幻冬舎 / 1999年4月 幻冬舎文庫）「Storm」
- 奇妙な恋の物語（1998年3月 光文社文庫）「ロマンス」
- ドッペルゲンガー奇譚集 死を招く影（1998年12月 角川ホラー文庫）「ディオリッシモ」
- 少女物語（1998年5月 朝日新聞社）「昭和の風景」
- 現代の小説 1998（1998年5月 徳間書店）「親友」
- 最新「珠玉推理」大全 中（1998年9月 カッパ・ノベルス）「鬼灯」
  - 【改題】怪しい舞踏会（2002年5月 光文社文庫）「鬼灯」
- 七つの怖い扉（1998年10月 新潮社 / 2002年1月 新潮文庫）「康平の背中」
- 誘惑 女流ミステリー傑作選（1999年1月 徳間文庫）「水無月の墓」
- 殺意の宝石箱 女性ミステリー作家傑作選1（1999年9月 光文社文庫）「四度目の夏」
- 金曜の夜は、ラブ・ミステリー（2000年1月 王様文庫）「寺田家の花嫁」
- 殺人哀モード ミステリー傑作選37（2000年4月 講談社文庫）「彼なりの美学」
- 短篇ベストコレクション 現代の小説 2000（2000年5月 徳間文庫）「たんぽぽ」
- 少女怪談（2000年9月 学研M文庫）「ミミ」
- 花迷宮（2000年7月 日文文庫）「花ざかりの家」
- 緋迷宮（2001年12月 祥伝社文庫）「一人芝居」 ※結城信孝編
- 私は殺される 女流ミステリー傑作選（2001年3月 ハルキ文庫）「妻と未亡人」
- 悪魔のような女 女流ミステリー傑作選（2001年7月 ハルキ文庫）「静かな妾宅」
- ふるえて眠れ 女流ホラー傑作選（2001年8月 ハルキ・ホラー文庫）「夏祭り」
- 銀座24の物語（2001年8月 文藝春秋 / 2004年12月 文春文庫）「赤いコートの女」
- 事件現場に行こう（2001年11月 カッパ・ノベルス / 2006年4月 光文社文庫）「彼らの静かな日常」
- 蒼迷宮（2002年3月 祥伝社文庫）「死体を運んだ男」 ※結城信孝編
- 危険な関係 女流ミステリー傑作選（2002年5月 ハルキ文庫）「菩薩のような女」
- 短篇ベストコレクション 現代の小説 2002（2002年5月 徳間文庫）「一角獣」
- 紅迷宮（2002年6月 祥伝社文庫）「ロマンス」 ※結城信孝編
- エクスタシィ 大人の恋の物語り（2003年4月 ベストセラーズ）「緋色の家」
- こんなにも恋はせつない 恋愛小説アンソロジー（2004年1月 光文社文庫）「倒錯の庭」
- With you（2004年3月 幻冬舎 / 2005年8月 幻冬舎文庫）「倶楽部フェニックス」
- 怪談 24の恐怖（2004年9月 講談社）「ミミ」
- 甘やかな祝祭 恋愛小説アンソロジー（2004年9月 光文社文庫）「天の刻」
- Female（2004年12月 新潮文庫）「玉虫」
- 恋愛小説（2005年1月 新潮社 / 2007年3月 新潮文庫）「夏の吐息」
- 恋する男たち（1999年2月 朝日新聞社 / 2005年3月 新潮文庫）「彼方へ」
- 恋は罪つくり 恋愛ミステリー傑作選（2005年7月 光文社文庫）「静かな妾宅」
- 空を飛ぶ恋 ケータイがつなぐ28の物語（2006年6月 新潮文庫）「虹の彼方に」
- 短篇ベストコレクション 現代の小説 2006（2006年6月 徳間文庫）「千年烈日」
- 作家の手紙（2007年2月 角川書店 / 2010年11月 角川文庫）「去って行った恋人に贈る手紙」
- 文学 2007（2007年5月 講談社）「捨てる」
- 短篇ベストコレクション 現代の小説 2007（2007年6月 徳間文庫）「一炊の夢」
- Vintage '07（2007年9月 講談社）「過ぎし者の標」
- 日本推理作家協会賞受賞作全集 76 短篇集Ⅳ（2008年6月 双葉文庫）「妻の女友達」
- ねこ！ ネコ！ 猫！ nekoミステリー傑作選（2008年10月 徳間文庫）「共犯関係」
- あなたに、大切な香りの記憶はありますか?（2008年10月 文藝春秋 / 2011年10月 文春文庫）「スワン・レイク」
- 眠れなくなる夢十夜（2009年6月 新潮文庫 / 2017年1月 新潮文庫）「翼」
- Invitation（2010年1月 文藝春秋）「捨てる」
  - 【改題】甘い罠 8つの短篇小説集（2012年7月 文春文庫）「捨てる」
- 短篇ベストコレクション 現代の小説 2010（2010年6月 徳間文庫）「廃墟」
- 10ラブ・ストーリーズ（2011年11月 朝日文庫）「春爛漫」
- 女がそれを食べるとき（2013年4月 幻冬舎文庫）「贅肉」
- 短篇ベストコレクション 現代の小説 2013（2013年6月 徳間文庫）「岬へ」
- 小川洋子の陶酔短篇箱（2014年1月 河出書房新社）「流山寺」
- てのひらの恋 けれど、いちばん大切なあの人との記憶。（2014年1月 角川文庫）「バスローブ」
- 読まずにいられぬ名短篇（2014年5月 ちくま文庫）「百足」
- エロスの記憶（2015年2月 文春文庫）「千年萬年」
- 日本文学100年の名作 第9巻（2015年5月 新潮文庫）「一角獣」
- 雪国にて 日本推理作家協会賞受賞作家傑作短編集2（2015年6月 双葉文庫）「悪者は誰?」
- 短篇ベストコレクション 現代の小説 2015（2015年6月 徳間文庫）「テンと月」
- 私がふたり 冒険の森へ 傑作小説大全17（2015年8月 集英社）「足」
- 短編伝説 愛を語れば（2017年10月 集英社文庫）「食卓」
- 大沢在昌選 スペシャル・ブレンド・ミステリー 謎010（2017年11月 講談社文庫）「妻の女友達」
- 短編伝説 別れる理由（2018年8月 集英社文庫）「さびしい」
- 短篇ベストコレクション 現代の小説 2019（2019年6月 徳間文庫）「喪中の客」
- あなたの不幸は蜜の味 イヤミス傑作選（2019年7月 PHP文芸文庫）「贅肉」
- 平成怪奇小説傑作集〈１〉（2019年7月 創元推理文庫）「命日」
- 妖し（2019年12月 文春文庫）「喪中の客」
- 家が呼ぶ ─物件ホラー傑作選（2020年6月 ちくま文庫）「夜顔」
- 1日10分のぜいたく NHK国際放送が選んだ日本の名作（2020年10月 双葉文庫）「テンと月」
- 再生 角川ホラー文庫ベストセレクション（2021年2月 角川ホラー文庫）「ゾフィーの手袋」
- Yuming Tribute Stories（2022年7月 新潮文庫）「あの日にかえりたい」
- 現代の小説2022 短篇ベストコレクション（2022年8月 小学館文庫）「ミソサザイ」
- 影牢 現代ホラー小説傑作集（2023年12月 角川ホラー文庫）「山荘奇譚」

### アンソロジー（エッセイなど）
- 母のキャラメル ベスト・エッセイ集 2001年版（2001年7月 文藝春秋 / 2004年7月 文春文庫）「クマは走る」
- 恋の魔法をかけられたら（2003年8月 角川春樹事務所 / 2005年5月 ハルキ文庫）「恋の魔法。愛の呪縛」
- 動詞的人生（2003年12月 岩波書店）「触れる」
- 片手の音 ベスト・エッセイ集 2005年版（2005年8月 文藝春秋 / 2008年7月 文春文庫）「アニーの恋人」
- 猫は魔術師（2008年11月 竹書房）
- 作家と猫のものがたり（2010年9月 新潮社〈とんぼの本〉）「そばにいるだけで」
- 幻想文学講義 「幻想文学」インタビュー集成（2012年8月 国書刊行会）「言葉が紡ぐ恐怖」
- 発火点 対論集（2009年9月 文藝春秋 / 2012年12月 文春文庫）「極私的オトコ論」
- ミステリーの書き方（2010年11月 幻冬舎 / 2015年10月 幻冬舎文庫）※執筆作法「比喩は劇薬」
- 猫は音楽を奏でる（2013年3月 竹書房）「性懲りもなく」
- ベスト・エッセイ THE BEST ESSAY 2013（2013年6月 光村図書出版）「生と死の営み」
- 下ネタの品格（2013年11月 文春文庫）「いろごと男性論」
- 作家の履歴書 21人の人気作家が語るプロになるための方法（2014年2月 KADOKAWA / 2016年4月 角川文庫）
- 作家の決断 人生を見極めた19人の証言（2014年3月 文春新書）
- 猫は迷探偵（2015年11月 竹書房文庫）「性懲りもなく」
- 推理作家謎友録 日本推理作家協会70周年記念エッセイ（2017年8月 角川文庫）
- ベスト・エッセイ2021（2021年8月 光村図書出版）「最期まで 語り続けた彼」
- 美味しいと懐かしい 随筆集 あなたの暮らしを教えてください4（2023年5月 暮しの手帖社）「おめでたい人間」
- ベスト・エッセイ2023（2023年6月 光村図書出版）「月の光とクリスマス」

### アンソロジー（編さん）
- 精選女性随筆集2 森茉莉 吉屋信子（2012年2月 文藝春秋）
  - 【改題】精選女性随筆集 森茉莉 吉屋信子（2023年10月 文春文庫）
- 精選女性随筆集3 倉橋由美子（2012年4月 文藝春秋）
  - 【改題】精選女性随筆集 倉橋由美子（2024年3月 文春文庫）
- 精選女性随筆集6 宇野千代 大庭みな子（2012年6月 文藝春秋）
  - 【改題】精選女性随筆集 宇野千代 大庭みな子（2024年2月 文春文庫）
- 精選女性随筆集7 白洲正子（2012年8月 文藝春秋）
  - 【改題】精選女性随筆集 白洲正子（2024年5月 文春文庫）
- 精選女性随筆集10 中里恒子 野上彌生子（2012年10月 文藝春秋）
  - 【改題】精選女性随筆集 中里恒子 野上彌生子（2024年6月 文春文庫）
- 精選女性随筆集11 向田邦子（2012年12月 文藝春秋）
  - 【改題】精選女性随筆集 向田邦子（2023年11月 文春文庫）

## 作品、実写化作品

### テレビドラマ
テレビ朝日
- 土曜ワイド劇場 過去を消す女（1984年6月16日、主演：酒井和歌子）

日本テレビ
- 火曜サスペンス劇場
  - あなたから逃れられない（1986年7月22日、主演：佐藤友美、原作：あなたから逃れられない）
  - 殺意の爪（1986年8月8日、主演：伊藤蘭、原作：殺意の爪）
  - 懐かしい骨（1993年1月19日、主演：伊藤蘭、原作：懐かしい骨）

関西テレビ
- 女性作家サスペンス
  - 車影、死者の使い（1988年1月25日、主演：丘みつ子、原作：車影）
  - 不運な忘れ物（1988年2月15日、主演：片平なぎさ）

- 現代神秘サスペンス 間違った死に場所（1989年9月18日、主演：浅野ゆう子、原作：間違った死に場所）
- 現代推理サスペンス
  - ねじれた偶像（1990年10月8日、主演：多岐川裕美、原作：ねじれた偶像）
  - 悪者は誰?（1991年1月14日、主演：長谷直美、原作：悪者は誰?）

- 旅情サスペンス
  - 瀬戸内大誘拐ツアー（1991年4月1日、主演：かたせ梨乃）
  - 伊豆大島 霧の夜（1991年5月20日、主演：藤真利子、原作：霧の夜）

- 不思議サスペンス 結婚式の客（1991年7月29日、主演：萩原流行、原作：結婚式の客）
- 小池真理子サスペンス 恐怖配達人
  - 指輪（1992年1月13日、主演：檀ふみ、原作：指輪）
  - 死体を運んだ男（1992年1月20日、主演：渡辺徹、原作：死体を運んだ男）
  - 寄生虫（1992年1月27日、主演：池内淳子、原作：寄生虫）
  - 夜の夢つむぎ（1992年2月3日、主演：堤大二郎、原作：真夏の夜の夢つむぎ）

- サスペンス・魔
  - 隣の女（1993年7月12日、主演：小川眞由美）
  - 喪服を着る女（1993年7月26日、主演：藤真利子、原作：喪服を着る女）

TBS
- 土曜ドラマスペシャル 見えない情事（1989年8月26日、主演：藤真利子、原作：見えない情事）
- 東芝日曜劇場 囚われて（1991年4月7日、主演：大原麗子、原作：囚われて）
- 月曜ドラマスペシャル
  - セントポーリアは悪魔の匂い（1993年4月26日、主演：三浦友和）
  - 姥捨ての街（1994年8月8日、主演：柴田恭兵、原作：姥捨ての街）

- 春の夜の夢3連発SP 奇跡の大逆転！ 罪は罪を呼ぶ（2000年4月7日、主演：吉本多香美、原作：罪は罪を呼ぶ）
- 月曜ゴールデン特別企画 恋（2013年12月16日、主演：石原さとみ、原作：恋）

テレビ東京
- 月曜・女のサスペンス
  - 妻の女友達（1989年9月25日、主演：岡江久美子、原作：妻の女友達）
  - 愛の死角（1989年11月13日、主演：篠田三郎）
  - おびえた天使（1990年3月12日、主演：かとうかずこ）
  - 女は二度生まれる（1991年10月28日、主演：大場久美子、原作：未亡人は二度生まれる）
  - 彼女が愛した男（1991年12月9日、主演：渡辺典子、原作：彼女が愛した男）

- 女と愛とミステリー
  - 小池真理子の「鍵老人」（2001年6月3日、主演：森繁久彌、原作：鍵老人）
  - 寺田家の花嫁（2001年12月2日、主演：岸本加世子、原作：寺田家の花嫁）

フジテレビ
- 男と女のミステリー
  - 間違われた女（1990年6月1日、主演：萬田久子、原作：間違われた女）
  - プアゾンの匂う女（1991年3月8日、主演：浅野ゆう子、原作：プワゾンの匂う女）

- 世にも奇妙な物語 '12秋の特別編 蛇口（2012年10月6日、主演：伊藤英明、原作：蛇口）
- ドラマ・ミステリーズ〜カリスマ書店員が選んだ珠玉の一冊〜 妻の女友達（2017年4月22日、主演：大泉洋、原作：妻の女友達）

BS日テレ
- ドラマ・ブック 恋のエチュード STORM（2003年1月2日、主演：純名りさ、原作：Storm）

NHK BSプレミアム
- モンローが死んだ日（2019年1月6日 - 27日、全4話、主演：鈴木京香、草刈正雄）

### 映画
- 欲望（2005年11月19日公開、配給：メディア・スーツ、監督：篠原哲雄、主演：板谷由夏）
- 無花果の森（2014年6月14日公開、配給：BS-TBS、監督：古厩智之、主演：ユナク）
- 無伴奏（2016年3月26日公開、監督：矢崎仁司、主演：成海璃子）
- 二重生活（2016年6月25日公開、監督：岸善幸、主演：門脇麦）[14]

### 漫画
- 夜の寝覚め（幸田育子著、2004年5月 創美社 オフィスユーコミックス）
- 堕ちていく（本田恵子著、2009年3月 集英社 クイーンズコミックス）

### オーディオブック
- 夏の吐息（2008年、USEN・ことのは出版）

## 外国語訳
- 戀（1998年 方智出版社） ※「恋」の中国語版
- Le chat dans le cercueil（1999年 Philippe Picquier） ※「柩の中の猫」のフランス語訳
- 欲望的迷宮（1999年 方智出版社） ※「欲望」の中国語版
- 闇夜深處（1999年 方智出版社） ※「夜ごとの闇の奥底で」の中国語版
- 流言（1999年 方智出版社） ※「うわさ」の中国語版
- Je suis déjà venue ici（2008年 Philippe Picquier） ※「玉虫と十一の掌篇小説」のフランス語訳
- 恋愛這点事（2008年4月 上海文芸出版社） ※「愛するということ」の中国語版
- 瑠璃之海（2008年4月 上海文芸出版社） ※「瑠璃の海」の中国語版
- 飛越彩虹（2008年4月 上海文芸出版社） ※「虹の彼方」の中国語版
- The Cat In The Coffin（2009年 Vertical） ※「柩の中の猫」の英語訳
- Без аккомпанемента（2012年 Гиперион） ※「無伴奏」のロシア語訳
- A Cappella（2013年 Anthem Press） ※「無伴奏」の英訳

## 作詞
- 「EVIL DANCE」（作曲：布袋寅泰、『DOBERMAN』収録）

## テレビ出演
- 徹子の部屋（2001年9月21日・2003年11月14日、テレビ朝日）
- レディス4（2003年11月6日、テレビ東京）
- 今夜は恋人気分 〜とっておき夫婦物語〜（2004年9月1日、NHK）
- スタジオパークからこんにちは 第2部（2005年11月8日、NHK）
- 情熱大陸（2007年11月25日、TBSテレビ）